# Juan Atalarico

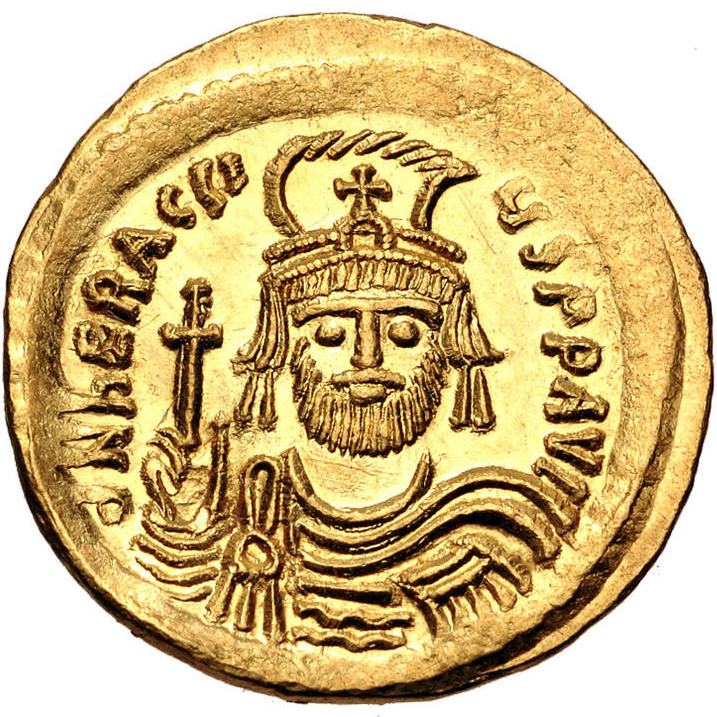
Heraclio representado en un Sólido bizantino.

Juan Atalarico: (en griego: Ἰωάννης Ἀταλάριχος). Los detalles sobre el lugar y las circunstancias de su nacimiento son escasos. Según el patriarca Nicéforo, era hijo natural de Heraclio y, probablemente, de una concubina germana ,tal vez emparentada con los ostrogodos Amalos.
En el contexto de la campaña persa de Heraclio contra el Imperio Sasánida, cuando los ávaros atacan Tracia, el emperador se vio obligado a firmar un tratado de paz con su khagan en el 622 que incluía, en prueba del cumplimiento del acuerdo, la entrega de 200.000 sólidos y de algunos importantes rehenes entre los que figuraba el propio Atalarico.
Atalarico pasó aproximadamente cuatro años con los ávaros, por lo que tal vez  guardase cierto resentimiento hacia su padre. Esto, junto con otras motivaciones, pudieron  llevarle a formar parte de una conjura contra el emperador que finalmente fue descubierta y fracasaría.

## La conjura
En relación a la identidad de los conjurados contra Heraclio, mientras que Nicéforo sólo cita a dos familiares cercanos al propio emperador como partícipes (su hijo Atalarico y su sobrino el magistrado Teodoro, hijo de su hermano del mismo nombre),  el historiador  Sebeos cita además a tres implicados más, tres nobles armenios residentes en la corte bizantina: Varaztirots Bagratuni, Vahan Xorxoruni y David Saharuni.
Por lo que respecta a la fecha de la conjura, esta debió de fraguarse desde tiempo atrás antes de ser descubierta, quizás tras la batalla de Aǧnadayn (634) e ir tomando forma tras la batalla de Yarmūk (636), ambas saldadas con claras derrotas bizantinas. Algo después de esta última, entre finales de 636 y principios de 637, la conjura sería descubierta por Heraclio. 
Por entonces, el emperador se encontraba gravemente enfermo, y no era capaz de frenar la amenaza árabe. En este ambiente, Atalarico y Teodoro prepararon la conspiración. Su objetivo posiblemente fuera asesinar a Heraclio y situar en el trono a Atalarico. No obstante, Heraclio conoció de las intenciones de los conjurados gracias a un magistrado que estuvo presente en una de las reuniones del complot y le transmitió dicha información. A continuación, el emperador procedió a la detención y condena de los implicados en la conjura.
A pesar de la gravedad del delito, no hubo condena de muerte para ninguno de los acusados, posiblemente porque pertenecían a la alta sociedad bizantina. Así pues, se procedió a una práctica habitual dentro del mundo bizantino en casos similares, como eran los castigos corporales y el destierro. Atalarico sufrió la amputación de la mano derecha y la mutilación de la nariz. Por su parte, Teodoro tuvo una pena corporal aún mayor, pues además de la mutilación de la nariz y la mano derecha, se le amputó también un pie.
En cuanto a los destierros, Atalarico fue desterrado a la isla de Principos.Teodoro lo fue a la isla de Gaudolomete, que se puede identificar con la de Gozo, en el archipiélago maltés. Varaztirots permaneció exiliado en África durante diez años, si bien recibió el perdón y regresó en torno al 645 – 646 por orden del emperador Constante II. No se conoce si hubo perdón para Atalarico o para Teodoro ni las circunstancias ni la fecha de su muerte.